# Jean-Baptiste Sanfourche
Jean-Baptiste Sanfourche (Cénac (Gironda), 1831 - 1860), foi um arquiteto francês.
Mudou-se para Vitoria-Gasteiz, na Espanha, onde construiu a Estação Vitoria-Gasteiz. A ferrovia chegou em 1862, na pequena cidade de Vitoria-Gasteiz, durante a abertura do trecho Miranda de Ebro-Alsasua da linha Madrid-Hendaye da linha ferroviária ligando Madrid, Valladolid, Burgos, Gare de Saint-Sébastien (Espanha), Irun para o resto do País Basco. .